# Ancora 48 ore
Ancora 48 ore (Another 48 Hrs.) è un film del 1990 diretto da Walter Hill, sequel di 48 ore del 1982, dello stesso regista e con gli stessi protagonisti Eddie Murphy e Nick Nolte.

## Trama
Negli ultimi anni, l'agente Jack Cates è stato sulle tracce di un non meglio identificato trafficante di droga che si fa chiamare "Ice Man". Assistendo ad uno scambio di denaro tra due uomini di Ice Man, Jack viene scoperto e per difendersi è costretto a ucciderne uno. Scopre che l’uomo che ha ucciso era stato pagato per eliminare Reggie Hammond, che anni prima l’aveva aiutato contro l’evaso Albert Ganz. Tuttavia le prove che la vittima era armata ed aveva sparato per prima non si trovano. Jack viene sospeso dal servizio, mentre l’ispettore della divisione affari interni Blake Wilson intende accusarlo di omicidio.
Sapendo che se non riesce a catturare presto l'imprendibile Ice Man finirà in prigione, Jack si reca a trovare Reggie Hammond, che sta di nuovo per uscire dal carcere, per chiedere il suo aiuto. Reggie all’inizio si rifiuta di collaborare con Jack, che non gli ha consegnato come promesso il denaro del colpo con la banda di Ganz alla sua scarcerazione di anni prima. Presto però vengono entrambi attaccati dagli scagnozzi motociclisti di Ice Man, tra i quali vi è anche il fratello di Albert Ganz, da cui si salvano a stento. Reggie rivela a Jack che il trafficante di droga che aveva derubato in passato con la banda di Ganz era proprio Ice Man. Con la collaborazione di Ben Kehoe, amico e collega di Jack, i due si mettono sulle tracce degli uomini di Ice Man, interrogando le persone con cui avevano avuto a che fare e dando vita a una serie di rocambolesche vicende, ma con scarsi risultati.
Reggie arriva a concludere che Ice Man deve essere un poliziotto, perché conosce in anticipo le loro mosse e pare che qualcuno stia sabotando le loro indagini. Ice Man inoltre lo vuole morto perché Reggie conosce il suo volto. Jack sospetta subito di Wilson e lo aggredisce, ma Reggie lo ferma, assicurandolo che Ice Man non è lui. Poco dopo, Reggie viene rapito dai tirapiedi di Ice Man e condotto in un club. Seguendo Frank Cruise, un collega che aveva visto allontanarsi sospettosamente dalla centrale, Jack giunge a sua volta al club dove Reggie è tenuto prigioniero. Qui incontra finalmente Ice Man, che si rivela essere proprio il suo collega Kehoe. Nello scontro a fuoco che segue tutti i criminali, incluso lo stesso Ice Man, vengono uccisi da Jack e Reggie.
Jack può continuare a lavorare come poliziotto temuto e rispettato e Reggie finalmente è in libertà. Jack gli consegna anche una grossa somma di denaro che ha sottratto agli uomini di Ice Man e Reggie se ne va via rubandogli l’accendino, come aveva provato a fare alla fine del film precedente, stavolta riuscendo nell’intento.